# Yoeri Havik
Yoeri Havik (ur. 19 lutego 1991 w Zaandam) – holenderski kolarz torowy i szosowy, złoty medalista mistrzostw świata.

## Kariera
Pierwszy sukces w karierze osiągnął w 2006 roku, kiedy zwyciężył w omnium na mistrzostwach Holandii juniorów. Na rozgrywanych pięć lat później mistrzostwach Europy U-23 w Anadii był trzeci w madisonie. W 2019 roku wspólnie z Janem-Willemem van Schipem zdobył srebrny medal w madisonie na igrzyskach europejskich w Mińsku. Wynik ten Holendrzy powtórzyli na mistrzostwach Europy w Apeldoorn w 2019 roku, a podczas mistrzostw Europy w Grenchen w 2021 roku Havik i van Schip odnieśli zwycięstwo. Ponadto na mistrzostwach świata w Yvelines w 2022 roku wywalczył złoty medal w wyścigu punktowym. W zawodach tych wyprzedził Niemca Rogera Kluge i Fabio Van den Bossche z Belgii.
Startował na igrzyskach olimpijskich w Tokio w 2020 roku, gdzie zajął piąte miejsce w madisonie, a rywalizacji w szosowym wyścigu ze startu wspólnego nie ukończył.
Jest siostrzeńcem Danny'ego Stama.